# 福克100
福克100（Fokker 100）是由福克公司所製造的雙發動機中型窄體飛機。由福克F28發展而來，是福克系列中載客量最多，機身最長的飛機。

## 歷史
福克100有著比福克F28更長的機身，但維持固有經濟艙3+2的客位佈局，設計團隊另外並為福克100重新設計的后掠翼，而駕駛艙並以多功能顯示器玻璃座艙取代了傳統的指針式儀表。福克100所採用的兩台發動機置於機身後段，與福克F28相同，均為英國勞斯萊斯發動機公司的Tay Mk. 650-15渦輪扇發動機。
福克100的開發相當順利，兩架原型機分別在1986年11月及1987年2月成功試飛。這款荷蘭製100座級的噴射客機的首個客戶是在1988年2月接收的瑞士航空，而巴西天馬航空等是福克100的主要客戶，至1997年停產時，共有283架福克100出廠。
相比其它同類型飛機，福克100比波音737-500、BAe 146和MD-82寧靜。雖然福克100是一款成功的設計，但福克公司本身卻因經營不善而陷入嚴重財政困難，在1996年福克的母公司戴勒姆平治航太（Daimler Benz Aerospace）宣佈放棄福克，福克公司便宣佈破產，而最後一架福克100在1997年交付，之後關閉了生產線。
儘管福克公司已經倒閉，在1999年名為Rekkof（倒轉Fokker名稱）嘗試重新啟動生產線，並研發F70NG和F100NG，不過到目前為止仍未能重新啟動其生產線。

## 運作
福克100的最大客戶是巴西天馬航空，共訂購了19架福克 100。
至2006年2月，仍有259架福克100機隊服役。可是在欠缺原廠商的支援下，許多航空公司已經由其他新設計的飛機取代福克100，如華信航空便以E190取代福克100。

#### 在中國大陸的运营情况
1992年3月10日，中国航空器材进出口公司、中国东方航空公司向荷兰福克飞机公司订购7架福克FK-100型客机签字仪式在北京举行。这是中国民航首次引进荷兰福克飞机，总价值约1.5亿美元。
中国东方航空公司是荷兰福克100在中国大陆地区的唯一用户。第一架福克100飞机的编号是B-2231, 于1992年9月1日交付。1993年10月8日交付最后一架B-2240。
中国东方航空公司从1992年到1999年共有10架福克100型飞机投入运营，
1999年10月东航最后一架福克100飞机执行完航班任务全部退出中国民航机队。

#### 在中華民國的營運情况
中華民國華信航空公司運營過6架福克100及7架福克50客機，其中首架福克100引進於1995年12月，最初由國華航空公司運營，後轉由華信航空公司運營，2009年全部退役，由E190替代。

## 性能
- 最大載客量：110人
- 常見載客量：107人
- 最大載重量：11,563 kg
- 最大起飛重量：45,810 kg
- 引擎最大推力：每個13850磅或15000磅
- 翼展：28.08米
- 長：35.53米
- 高：8.5米
- 空重：24,375公斤
- 巡航速度：743公里／小時（音速0.75倍）
- 最大航程：1,680海里（約3,110公里）  [2]